# Back to Black (chanson)
Vous lisez un « bon article » labellisé en 2024.
Ne doit pas être confondu avec Back to Black ou Back to Black (film, 2024).
Singles de Amy Winehouse
You Know I'm No Good
(2007) Tears Dry on Their Own
(2007)
Back to Black est une chanson enregistrée par l'auteure-compositrice-interprète britannique Amy Winehouse pour son deuxième album studio du même nom, sorti en 2006. Elle est écrite par Amy Winehouse avec l'aide de Mark Ronson, qui en assure également la production. La chanson est inspirée par la fin de la romance de Winehouse et de ses conséquences. Après des mois sans enregistrement, l'artiste est présentée à Ronson en 2006, avec qui elle entame une amitié qui influence profondément son processus créatif. Un jour seulement après avoir fait connaissance, le producteur compose une partie de la mélodie de la chanson et la montre à la chanteuse, qui écrit immédiatement les paroles et peaufine les arrangements en deux heures seulement. La chanson est enregistrée aux studios Dap King, au Chung King à New York et au Metropolis, à Londres.
Décrite comme sombre et funèbre, c'est une chanson soul influencée par l'atmosphère et le rythme des girls groups de la Motown des années 1960. Avec une instrumentation fortement réverbérée et une rupture rythmique dans le pont, la chanson raconte le chagrin et la souffrance de Winehouse causés par la fin d'une romance, qui sont métaphoriquement représentés par le sentiment de deuil. La chanson est reçue avec enthousiasme par les critiques musicaux, qui apprécient la voix émotive de la chanteuse, le son sixties et la franchise de ses paroles, ainsi que la production de Ronson. Commercialement, la chanson connaît un succès particulier en Europe.
Le clip de la chanson est réalisé par Phil Griffin et est sorti le 14 mars 2007 sur la plateforme numérique YouTube. Pour faire connaître la chanson, la chanteuse l'interprète lors de festivals de musique, d'émissions de télévision et de cérémonies de remise de prix.
La chanson fait l'objet de plusieurs reprises, dont celle de Beyoncé et d'André 3000 en 2013 pour le film Gatsby le Magnifique.

## Contexte

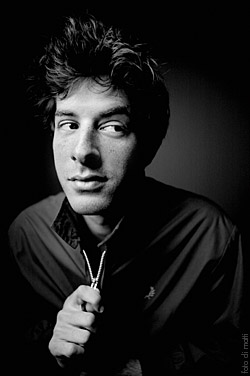
Mark Ronson participe à la production et à une partie de la composition de Back to Black.

Avec la sortie de son premier album, Frank, la chanteuse se consacre entièrement à la promotion de celui-ci et passe la majeure partie de l'année 2004 en tournée au Royaume-Uni. Les résultats financiers sont positifs, mais la tournée épuise l'artiste sur le plan créatif. Winehouse écrit uniquement sur des événements personnels, comme elle le déclare dans des interviews, et la promotion de son album ne répond pas à ses attentes en tant que parolière. Le manque de créativité se transforme en syndrome de la page blanche et la chanteuse passe dix-huit mois sans écrire une seule chanson. Elle fréquente les pubs londoniens où, dans l'un de ces établissements de Camden Town, elle rencontre Blake Fielder-Civil, avec qui elle entame une relation amoureuse. Cependant, il est fiancé et préfère rester avec sa partenaire plutôt que de s'engager avec Winehouse. Cette rupture entraîne des troubles de l'humeur de la chanteuse qui se retrouve dans des moments très sombres, comme elle le décrit elle-même. Déprimée, elle se met à boire de l'alcool de manière excessive et à consommer de la malbouffe, ce qui aggrave ses troubles alimentaires et aboutit à une perte de poids drastique,.
La longue période d'inactivité de la chanteuse ne convient pas à sa maison de disques qui l'oblige à produire un nouvel album. Winehouse déclare ː « Deux ans se sont écoulés depuis la sortie du dernier album et [les responsables de la maison de disques] » m'ont dit : « Veux-tu au moins faire un nouvel album ? », et j'ai répondu : « Je vous assure que je le ferai bientôt […] Quand je commencerai à l'écrire, j'écrirai, j'écrirai, j'écrirai, j'écrirai. Il faut juste que je commence ». Pour l'aider à retrouver l'inspiration, Guy Moot, directeur général d'EMI Group au Royaume-Uni, décide de lui présenter Mark Ronson.
En 2005, Winehouse est à New York et recherche un collaborateur pour son album. Les deux artistes sont donc présentés l'un à l'autre dans le studio de Ronson. Au début, l'artiste est réticente à l'égard du producteur, comme elle le dit : « Je sais ce que je voulais faire sur le disque et je ne suis pas quelqu'un de très flexible ». En discutant de musique, la chanteuse montre au producteur les groupes musicaux qu'elle écoute, « des trucs atmosphériques, comme The Shangri-Las, ainsi que des groupes de doo-wop, comme The Flamingos et The Drifters » et révèle qu'elle veut faire un album qui ressemble à ces artistes. Ronson accepte de faire quelque chose cette nuit-là et de lui montrer le résultat le lendemain. Le producteur s'inspire des chansons que Winehouse lui fait écouter, notamment Remember (Walking in the Sand) de The Shangri-Las et élabore les riffs de piano — qui font partie des couplets du titre Back to Black — en les superposant à des rythmes de batterie ainsi qu'à des notes de tambourin et en y ajoutant une forte réverbération,. La chanteuse déclare : « Mark [Ronson] est revenu avec un rythme incroyable qui sert de base à la chanson. Tout s'est mis en place ». Elle écrit les paroles de la chanson et finalise la mélodie en seulement deux heures. Le titre est enregistré en mars 2006. La voix de Winehouse est enregistrée au studio Chung King à New York. La batterie, le piano, la guitare et la basse sont ajoutés depuis le Studio Daptone, avec le groupe musical The Dap-Kings, également à New York. Les instruments à cordes, les percussions et les cuivres sont réalisés au studio Metropolis à Londres.

## Lancement
Au Royaume-Uni, le titre est le troisième single de l'album Back to Black, d'après le magazine Uncut. La sortie du titre est prévue pour le 2 avril 2007. La sortie de la chanson est reportée de quatorze jours, mais elle est diffusée de manière progressive sur les stations de radio britanniques et les plates-formes en ligne au mois d'avril y compris les remixes et les éditions alternatives. Le titre est d'abord envoyé à la BBC Radio 1 en tant que single promotionnel le 4 avril, et est mis à disposition par Island Records en format numérique le 22 avril sur le site officiel de l'artiste,. Le lendemain, le label envoie aux stations de radio britanniques une édition abrégée, destinée exclusivement à la diffusion ainsi qu'un vinyle en édition limitée contenant la chanson et une version remixée par le groupe musical The Rumble Strips — qui sort par la suite individuellement,. La sortie officielle de la chanson est le 30 avril, lorsqu'elle est vendue en format CD single, qui comprend les reprises Valerie du groupe The Zutons et Hey Little Rich Girl de The Specials, enregistrées dans le cadre de l'émission Live Lounge de Jo Whiley sur la BBC, ainsi qu'une vidéo promotionnelle de la chanson. Parallèlement à cette sortie, un remix avec le musicien Steve Mac, un vinyle contenant trois remixes et l'enregistrement officiel sont disponibles sur les sites de musique en ligne. La version remixée par le groupe The Rumble Strips, sort en téléchargement le 7 mai, ainsi qu'une démo de la chanson qui est publiée le 14 mai,.
Le premier pays dans lequel le titre est disponible est la Russie, où il est diffusé pour la première fois le 9 avril 2007 sur les radios, en tant que deuxième single de l'album du même nom. La chanson est sortie aux États-Unis le 28 octobre, lorsqu'elle est envoyée aux stations de radio américaines de rock moderne. Elle est diffusée sur les stations de radio grand public à la mi-novembre. Dans d'autres pays, la chanson est apparue en 2008, mais sa chronologie varie. En France, elle est envoyée aux stations de radio en tant que troisième single de l'album le 7 janvier 2008. Le single est disponible en Allemagne, en même temps, sous forme de CD single, contenant l'édition originale et une version remixée. En Espagne, il n'est disponible qu'en format CD-Maxi, et n'est envoyé aux stations de radio que trois mois plus tard.

## Paroles et musique
| - The Ronettes, girls group des années 60 dont s'inspire Winehouse pour son titre Back to Black - La voix de Winehouse est comparée à celle d'Etta James |

Back to Black est une ballade soul influencée par les chansons des girls groups et des groupes de doo-wop des années 1960, composée d'un tempo modéré et d'une durée de quatre minutes et une seconde,. Selon le producteur, la chanson combine la soul des années 1960 avec le sentiment de désespoir et le désir de mort causés par la fin d'une histoire d'amour. Basée sur des riffs de piano endeuillés et mélancoliques, utilisant la technique du staccato, et par des cordes sombres, la chanson présente un son lugubre et obscur, mêlée de grooves et la production est caractérisée par la technique du « mur de son »,. Darcie Stevens, du journal The Austin Chronicle, déclare que l'enregistrement lui donne des frissons. Les rédacteurs de la BBC affirment que « les notes staccato du piano font voyager les auditeurs dans des bars ternes et enfumés des années 1960, ceux dont aucun d'entre nous n'est assez vieux pour s'en souvenir ». Pendant le pont, il y a une pause rythmique, où le tempo ralentit et la résonance devient plus faible, tandis qu'Amy Winehouse répète le mot black avec un son de cloches en arrière-plan. Elle se termine sur des rythmes qui rappellent Be My Baby de The Ronettes. La voix de l'artiste est comparée à celle d'Etta James, qualifiée d'émotive et de reflet de la douleur avec laquelle la chanteuse ressent de la nostalgie. Selon la partition musicale publiée par Sony Music Publishing, Back to Black est composée en Ré avec un tempo de 130 bpm. La voix de la chanteuse passe de la note Sol3 à Sol4.
Les paroles décrivent le chagrin de Winehouse à la fin de son histoire d'amour, ainsi que toutes les conséquences qui en découlent. Justin Myers, d'Official Charts Company, qualifie la chanson de « récit puissant sur la nostalgie et la perte ». Steve Kandell, du magazine Spin, explique qu'« il s'agit d'une chanson mélancolique sur le fait de se saouler parce que l'homme qu'elle aime ne veut pas rompre avec sa petite amie ». Ces paroles sont réfléchies, mélancoliques, déchirantes, franches et contemporaines. Leah Greenblatt, du magazine Entertainment Weekly, la décrit comme « une ballade funèbre, une spirale lente vers un beau désespoir ». La fin de la relation amoureuse de la chanteuse inspire une grande partie de l'album. Le titre de l'album fait également référence aux conséquences, plus précisément de l'abus des stupéfiants et de boissons alcoolisées. Pour la chanteuse les conséquences de cette rupture sont similaires à une période de deuil ou de lamentation et utilise un langage funèbre pour les décrire. Lors d'une interview accordée au journal britannique The Sun en octobre 2006, la chanteuse s'exprime sur les chansons de son album, décrivant les paroles de la chanson homonyme : « Cela parle de la fin d'une relation et du retour à ce que l'on aime. Mon ex est retourné avec sa petite amie et j'ai recommencé à boire et à vivre des moments sombres ».
Dans le premier couplet : « He left no time to regret, kept his dick wet, with his same old safe bet, me and my head high, and my tears dry, get on without my guy », la chanteuse affirme qu'il faut essayer de rester fort et de continuer à se battre malgré la colère et la rancœur que lui a causées l'abandon de son amant. Cependant, elle révèle que la rupture l'a conduite à des « moments sombres » — problèmes de consommation d'alcool et de drogues, ainsi que troubles de l'humeur — comme elle le dit dans le passage « I tread a troubled track », affirmant que la consommation d'alcool et de substances psychoactives est sa manière de surmonter la douleur de la rupture (« My odds are stacked, I'll go back to black »). Les substances chimiques impliquées dans la relation du couple sont à nouveau évoquées dans le passage « I love you much, it's not enough, you love blow and I love puff », dans lequel Amy Winehouse y voit l'un des obstacles à leur idylle. Le refrain de la chanson — composé des phrases « We only said goodbye with words, I died a hundred times, you go back to her, and I go back to black » — met en évidence le cœur de son contenu lyrique : selon Amanda Wicks de CBS Radio, « la façon dont la chanteuse est abandonnée, en train de ramasser les morceaux d'une image qu'elle a envie de retrouver même si ses fissures restent visibles ». Laura Barton, dans le journal The Guardian, estime que les paroles de la chanson sont un mélange de fierté et de besoin, comme en témoignent respectivement les passages « You love blow and I love puff » et « And life is like a pipe/ And I'm a tiny penny rolling up the walls inside ».

## Accueil critique
La chanson est reçue positivement par les critiques musicaux. Nick Levine, du site britannique Digital Spy, attribue à la chanson quatre étoiles sur cinq, déclarant : « Le titre est une épopée spectorienne avec des paroles de fin d'aventure, des cordes mélodramatiques et une voix tout à fait convaincante […] Oui, elle semble désespérément autodestructrice, mais Winehouse possède un talent indéniable. Faut-il s'étonner de la fascination qu'elle exerce sur nous ? ». Dans les pages du périodique américain Entertainment Weekly, Will Hermes déclare : « le titre évoque les Shangri-Las, malgré une référence à l'anatomie masculine qui ferait rougir les héroïnes des girls-groups des années 60 ». Les journalistes du Manchester Evening News attribuent cinq étoiles sur cinq : « Juste au moment où l'on pense qu'elle ne peut pas faire mieux que le dernier single, ce classique instantané des années 1960 arrive. La voix est toujours aussi envoûtante, mais avec Mark Ronson à la production, l'effet est à la fois rétro et moderne […] c'est l'un des meilleurs singles de l'année ».
Fraser McAlpine, de BBC Radio 1, attribue quatre étoiles sur cinq, commentant : « Dépression et actes de génie vont souvent de pair, et cette [chanson] ne fait pas exception. Ce morceau est sans conteste le plus marquant de son album actuel par sa profondeur et sa richesse. L'orchestre semble contenir tous les instruments possibles et imaginables, cependant, même si le refrain au piano et les cordes endeuillées sont hypnotiques, la véritable star ici est la voix émotionnelle et brisée d'Amy. » et met l'accent sur la voix de la chanteuse : « la moindre trace d'angoisse, de douleur et de chagrin d'amour qui s'est glissée dans l'écriture de cette chanson résonne dans la voix ». Il ajoute qu'il est difficile de trouver un meilleur exemple de chanson sur la douleur que Back to Black, et conclut : « Le seul point négatif que je puisse trouver à cette chanson est qu'il n'est pas conseillé de l'écouter si vous êtes de bonne humeur — c'est ce que j'ai rencontré de plus déprimant depuis longtemps. ». Sur le site web Channel 4, la chanson obtient dix étoiles sur dix : « Il est difficile d'imaginer comment cet album pourrait être meilleur. Facilement aussi réussi que n'importe quel classique des groupes féminins des années 60 imprégné de réverbération dont il s'inspire. […] Amy écrit ses propres chansons sur l'amour, le sexe et la drogue et sait ce qu'elle veut, tout en étant blessée comme seuls les adultes peuvent l'être ». Le morceau est classé 98e dans la « liste des 100 meilleures chansons de la décennie 2000 » par le journal Rolling Stone. Les rédacteurs écrivent : « Le mélodrame ressemblait au style d'un groupe féminin des années 60, avec une superbe production sonore de Mark Ronson. La sensibilité est un peu plus actuelle. Et la performance vocale à l'âme tempétueuse ? Du pur Winehouse ».

## Clip

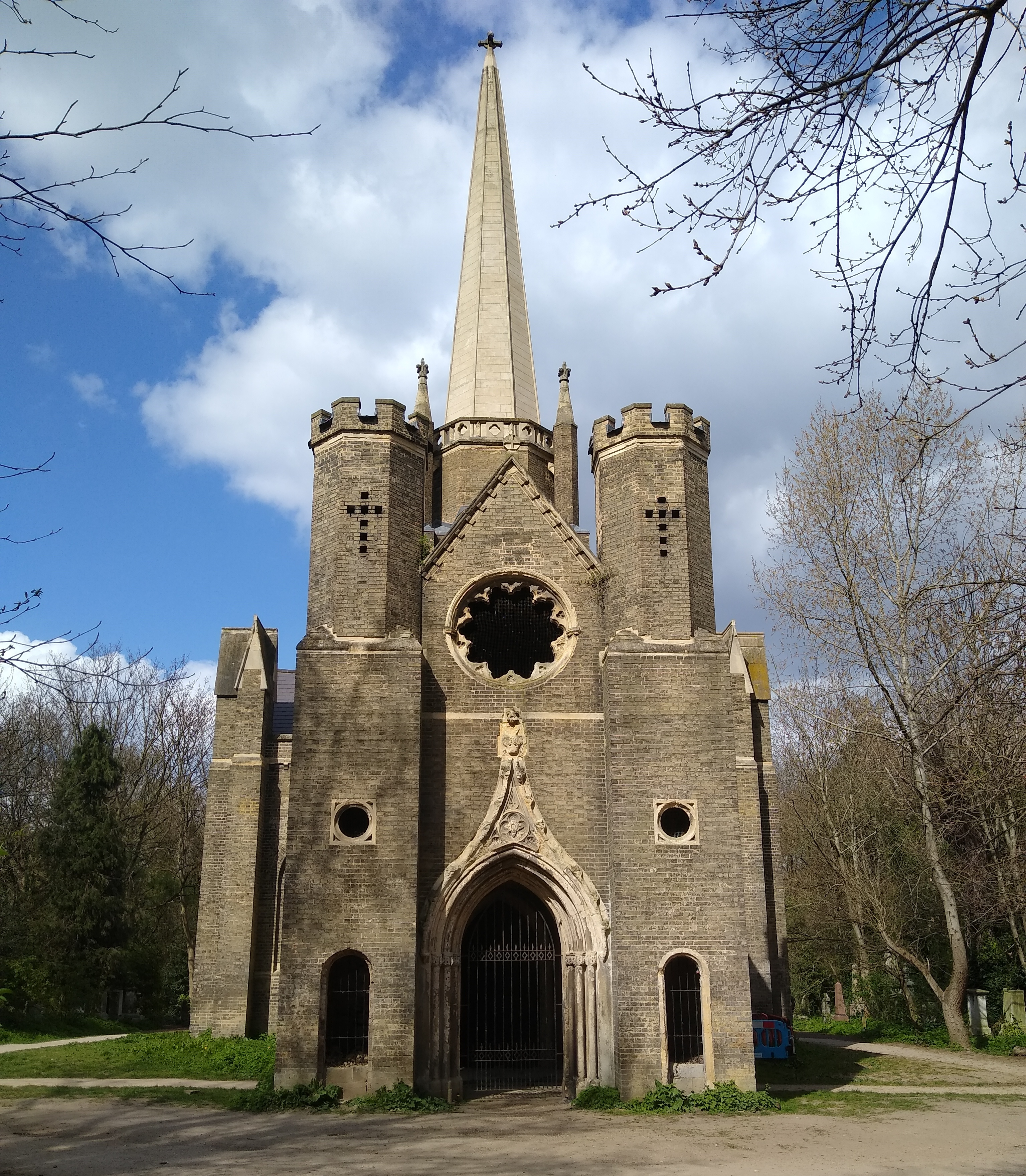
Sur l'image, la chapelle d'Abney Park, devant laquelle Winehouse et ses amis se sont rassemblés pour enterrer son cœur.

Le clip est filmé le 7 février 2007 à Gibson Gardens, au cimetière d'Abney Park et dans un bâtiment de Chesholm Road, tous situés à Stoke Newington, à Londres. Le tournage est réalisé par Phil Griffin, qui a déjà travaillé avec Winehouse sur les clips de Rehab et You Know I'm No Good, sortis en 2006. Le montage est réalisé par Mark Alchin.
Le scénario du clip est rédigé par la chanteuse et Phil Griffin en une journée.
Les photographies du tournage sont diffusées sur internet le lendemain. L'une d'entre elles, qui montre une pierre tombale avec les mots R.I.P The Heart of Amy Winehouse, attire l'attention de la presse, comme les rédacteurs d'Evening Standard qui, en raison des scandales liés à l'alcool et aux substances psychoactives, plaisantent dans les pages du journal : « Est-ce une vision étrange de l'avenir d'Amy Winehouse ? ».
Le clip est diffusé pour la première fois le 14 mars 2007 sur la plateforme de vidéos en ligne YouTube,. Cinq jours plus tard, la vidéo est mise à la vente sur iTunes Store et est diffusée sur le site de la chaîne de télévision américaine MTV.
Le clip, entièrement en noir et blanc, commence avec une image de la chanteuse assise dans un fauteuil dans une pièce, entourée de deux hommes. Devant la maison, un groupe de personnes — vraisemblablement des amis et des membres de la famille attendent que l'artiste se rende à l'enterrement. La chanteuse descend les escaliers et se dirige vers une voiture qui l'emmène à l'endroit où se déroule la veillée funèbre. La chanteuse sort de la voiture et continue à marcher jusqu'à l'endroit où se déroule la cérémonie. À son arrivée, une petite boîte contenant un cœur est prise dans une voiture et transportée jusqu'à une tombe. L'artiste jette une fleur blanche sur la boîte, tout en la regardant avec d'autres personnes pendant quelques secondes. À ce moment-là, le pont de la chanson est joué, le rythme ralentit et le mot black est répété, et la chanteuse se met à pleurer. Ce couplet est entrecoupé d'un autre dans lequel Winehouse apparaît seule, assise sur un lit. Un garçon met de la terre sur la boîte, la chanson reprend peu après, et tout le monde s'en va. Seule la chanteuse reste sur place. À la fin, l'artiste ramasse de la terre, la jette sur la boîte, puis quitte la scène.
Après sa sortie, le clip est en lice pour le prix de la meilleure vidéo musicale lors de la cérémonie britannique des MOBO Awards, mais échoue face à Stronger de Kanye West. Le journaliste et écrivain Donald Brackett qualifie la vidéo « d'œuvre néoréaliste, de l'une des vidéos les plus visuellement évocatrices de sa courte carrière et de peut-être la vidéo la plus efficacement illustrative depuis que Michael Jackson incarne le spectaculaire Bob Fosse dans le clip Billie Jean en 1982 ».

## Interprétations en direct
Back to Black est interprétée pour la première fois en direct le 10 septembre 2006 dans le pub The Fleece à Bristol, en Angleterre. Analysant l'interprétation, Michael Deacon écrit dans The Daily Telegraph que « le titre est la meilleure des chansons ». L'artiste l'interprète à nouveau quelques jours plus tard au Bloomsbury Ballrooms, à Londres. En novembre, Winehouse entame une tournée en Angleterre et en Écosse, notamment à l'Oran Mor de Glasgow, au KoKo de Londres et à la Birmingham Academy de Birmingham, et inclut le titre dans sa setlist,.

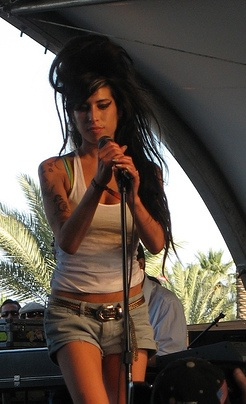
Amy Winehouse en concert au festival Coachella en avril 2007.

L'artiste fait partie du concert de charité Little Noise Sessions, qui se déroule le 24 novembre, pour une association qui vient en aide aux personnes souffrant de handicaps mentaux. L'artiste y interprète des chansons de l'album Frank et de Back to Black, ainsi que des reprises de We're Still Friends et I Love You More Than You'll Ever Know, toutes deux de Donny Hathaway. Le 3 décembre, elle se rend en Irlande pour participer au festival Other Voices. Accompagnée seulement d'un guitariste et d'un bassiste, la chanteuse interprète Back to Black ainsi que Tears Dry on Their Own, Love Is a Losing Game, Rehab et Me & Mr Jones,. L'artiste participe à l'émission de télévision britannique London Live diffusée par Channel 4, dans laquelle elle présente la chanson.
Le 8 mars 2007, la chanteuse inclut la chanson dans la setlist d'un concert au Porchester Hall à Londres, enregistré par BBC One. Elle fait sa deuxième apparition en Amérique, vêtue d'une robe noire à pois blancs, elle se produit au Bowery Ballroom de New York, le jour de la sortie de son album aux États-Unis, et « séduit la foule avec quatre chansons consécutives de son nouvel album, dont le titre déchirant », selon Amelia McDonell-Parry, journaliste pour Rolling Stone. La chanteuse est la vedette d'une série musicale intitulée 45th at Night sur MTV, tournée en 2007 au studio One Astor Plaza à Times Square. Elle y interprète des morceaux, avec Mos Def, « dans une interprétation intense et émouvante ». Durant l'année 2007, Back to Black fait partie du répertoire d'Amy Winehouse lors des festivals de musique — tels que South by Southwest, Coachella Festival, Festival de l'île de Wight, Glastonbury Festival, Eurockéennes de Belfort, Lollapalooza — ainsi que lors de sa tournée en Europe et en Amérique du Nord.
Le 1er novembre, l'artiste participe aux MTV Europe Music Awards 2007, qui se déroulent cette année-là à Munich, en Allemagne. Prévue à la cérémonie à la dernière minute, sa participation est annoncée par la chaîne américaine MTV dans la matinée et l'événement se déroule dans la soirée. Lors de cette édition, la chanteuse est en compétition pour quatre trophées mais n'en remporte qu'un. Après avoir reçu le prix, Winehouse assiste au reste de la cérémonie avec Blake Fielder-Civil, son conjoint avant de monter sur scène. Sa prestation est cependant très critiquée par la presse, qui qualifie l'artiste de « peu sûre d'elle » et signale « sa difficulté à se souvenir des paroles ». La chaîne télévisée rapporte sur son site que « la chanteuse titube sur scène ». La chanson apparaît dans les concerts d'Amy Winehouse lors de ses apparitions dans les festivals en 2008, notamment Rock In Rio, Lisbonne au Portugal — auquel elle assiste tardivement et avec une voix rauque —, T in the Park et Glastonbury, tous deux en Angleterre,,. La chanteuse fait une pause musicale pendant près de trois ans et ne revient sur scène qu'en 2011, avec une tournée dont les premières représentations se déroulent au Brésil, à partir du 9 janvier, à Florianópolis. La chanson Back to Black est intégrée dans sa liste.

## Autres versions

### Reprises

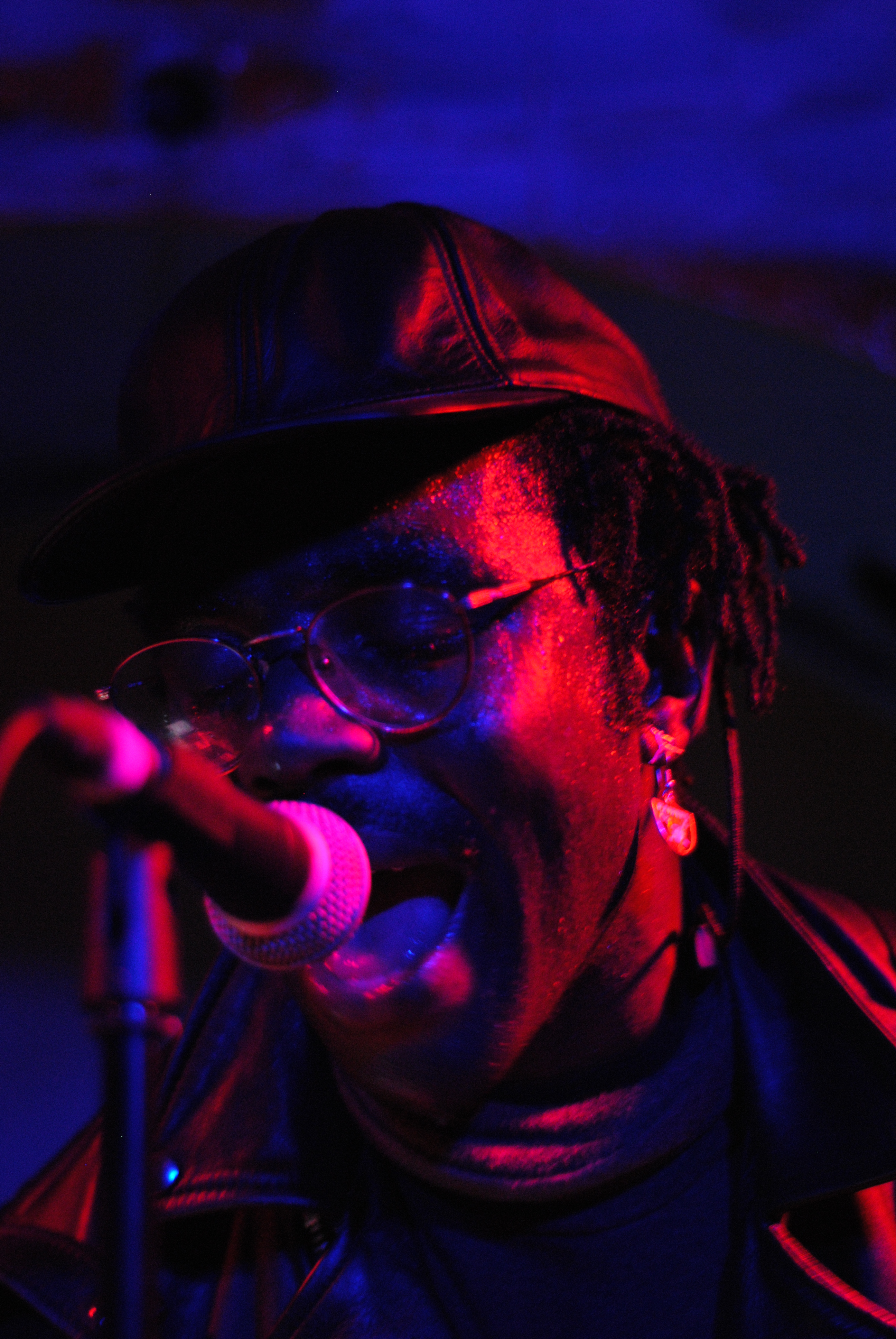
Le chanteur Dev Hynes a repris la chanson considérée comme étant déchirante et troublante.

En septembre 2007, le groupe musical britannique The Rumble Strips (en) reprend la chanson et l'inclut dans la réédition de son premier album, Girls and Weather.
En 2008, l'artiste Dev Hynes réenregistre le titre et le publie en face B de son single Tell Me What It's Worth. Pour Priya Elan, du magazine NME, la reprise de Hynes « donne la sensation que son cœur est brisé et qu'il est désemparé ».
En 2008 également, le titre est interprété en direct par les groupes Elbow et Glasvegas dans le cadre de l'émission Live Lounge de la BBC Radio 1,.
La chanteuse brésilienne Belô Velloso reprend la chanson et l'inclut dans son album Versão Brasileira, tout comme la musicienne française Amanda Lear, qui inclut sa version sur son album Brief Encounters.
Le titre est interprété par le personnage de Santana Lopez — joué par Naya Rivera — dans la série télévisée Glee. L'épisode est diffusé le 17 mai 2011,.
La chanteuse américaine Ronnie Spector, ancienne membre de The Ronettes a souvent interprété ce titre lors de ses concerts.
Le groupe musical britannique The Selecter réenregistre le titre et l'inclut dans son album Made In Britain, sorti en septembre 2011. La version du groupe devait être distribuée en tant que single, mais sa sortie est annulée parce qu'elle coïncide avec le jour de la mort d'Amy Winehouse.
Le 18 décembre, la chanteuse britannique Florence Welch interprète la chanson en hommage à Winehouse dans le cadre de l'émission de télévision VH1 Divas Celebrates Soul, enregistrée au Hammerstein Ballroom à New York.
En mai 2012, Vince Kidd, candidat de l'émission britannique The Voice UK, reprend le titre lors de la demi-finale. Le mois suivant, Mark Ronson présente la version originale de la chanson sur BBC Radio 6.
En 2019, Miley Cyrus reprend la chanson lors du festival de Glastonbury, accompagnée par Mark Ronson.

### Reprise de Beyoncé et André 3000
| Femme en robe jaune qui regarde sur le côté droit, une main posée sur son front en signe de salut. Image en couleur. · Homme qui chante, tenant le micro sans fil entre ses mains. Image en couleur. |

La chanson est enregistrée par les chanteurs américains Beyoncé et André 3000 en 2013 pour la bande originale du film Gatsby le Magnifique. L'inclusion de celle-ci dans le film est suggérée par le rappeur Jay-Z. Le cinéaste australien Baz Luhrmann, qui réalise le film, souhaite donner un ton plus sombre à la production : la recommandation du rappeur lui plaît beaucoup. Le titre est le dernier à avoir été enregistré pour la bande originale du film ; il est annoncé le 1er avril 2013. Des extraits de cette chanson apparaissent dans les bandes-annonces du film,. Un extrait de 90 secondes est publié le 21 avril et, le même jour, celui-ci est disponible à l'écoute sur iTunes. Le titre est diffusé pour la première fois dans son intégralité le 23 avril 2013 via la radio East Village de Mark Ronson.
En termes de composition musicale, le réenregistrement est relativement plus lent que l'original. S'éloignant de la production des années soixante de Winehouse, la version des artistes américains comporte des éléments électroniques minimalistes et des synthétiseurs, ainsi que des accords de guitare répétitifs,. Les paroles de la chanson sont légèrement modifiées : André 3 000 les prononce à la première personne au début de l'enregistrement jusqu'à la moitié, lorsque Beyoncé reprend la chanson et prononce les paroles originales avec « une voix séduisante et sensuelle ».
La reprise divise les critiques musicaux : beaucoup d'entre eux considèrent que « le morceau original est trop parfait pour être retravaillé ». Mitch Winehouse, le père d'Amy Winehouse critique vivement l'enregistrement. Le 2 avril 2013, le lendemain de l'annonce de la reprise de la chanson par Beyoncé et André 3000, Mitch Winehouse exprime sur son profil Twitter son mécontentement de ne pas avoir été contacté au préalable pour autoriser le réenregistrement. Mitch Winehouse propose à Beyoncé de faire un don de 100 000 livres sterling à la Fondation Amy Winehouse, l'organisation caritative fondée après la mort de la chanteuse. Il s'exprime à nouveau via les réseaux sociaux, fin avril, et écrit qu'il n'y a aucun problème à ce que Beyoncé ait réenregistré la chanson. Néanmoins, après la sortie du single, il critique la participation d'André 3000, qu'il qualifie de « désastreuse », et conclut qu'il « aurait dû laisser Beyoncé tout faire ».

### Cinéma
Une version a cappella du titre est utilisée comme bande originale pour le documentaire Amy sorti en 2015,. Le film Back to Black, reprend également le nom de l'album et la bande originale, assurée par Nick Cave et Warren Ellis, mélange Back to Black avec Rehab,.

## Fiche technique

### Formats
Back to Black est disponible en format physique et numérique sur des sites tels qu'Amazon et iTunes. Un EP contenant cinq remix est sorti sur iTunes en 2007. Dans certains pays européens, la chanson est sortie sous forme de CD et de CD-Maxi. Au Royaume-Uni, une édition limitée de vinyles est parue, comprenant l'édition originale de la chanson et une version remixée.
| 1. | Back to Black | 4:01 |

| 1. | Back to Black                   | 4:01 |
| 2. | Valerie (Jo Whiley Live Lounge) | 3:53 |
| 3. | Hey Little Rich Girl            | 3:33 |
| 4. | Back to Black (Clip)            | 4:01 |

| 1. | Back to Black (The Rumble Strips Remix) | 3:48 |
| 2. | Back to Black (Mushtaq Vocal Remix)     | 4:03 |
| 3. | Back to Black (Original Demo)           | 3:01 |
| 4. | Back to Black (Vodafone Live At TBA)    | 3:52 |
| 5. | Back to Black (Steve Mac Vocal)         | 6:02 |

| 1. | Back to Black                           | 4:01 |
| 2. | Back to Black (The Rumble Strips Remix) | 3:48 |

### Crédits
Les professionnels impliqués dans la réalisation de Back to Black sont les suivants, selon le livret de l'album.
Enregistrement
- Réalisé en mars 2006 ;
- Les voix sont enregistrées aux Chung King Studios, à New York ;
- Les prises de sons des instrumentaux se tiennent au Daptone Studios à New York et au Metropolis Studios à Londres.

Équipe
- Amy Winehouse : voix principale, composition ;
- Mark Ronson : production, ingénierie audio, tambourin, composition ;
- Tom Elmhirst : mixage ;
- Matt Paul : assistant mixeur ;
- Jesse Gladstone et Mike Makowski : assistants ingénieurs ;
- Victor Axelrod : piano
- Homer Steinweiss : batterie ;
- Anthony Pleeth, Joely Koos et John Heley : violoncelle ;
- Binky Griptite et Thomas Brenneck : guitares ;
- Frank Ricotti : percussions ;
- Chris Elliott : chef d'orchestre;
- Isabel Griffiths : chef d'orchestre ;
- Nick Movshon : basse électrique ;
- Bruce White, Jon Thorne, Katie Wilkinson et Rachel Bolt : alto ;
- Liz Edwards, Perry Montague-Mason, Chris Tombling, Mark Berrow, Warren Zielinski, Boguslaw Kostecki, Peter Hanson, Jonathan Rees, Tom Pigott-Smith et Everton Nelson : violon ;
- Jamie Talbot : saxophone ténor ;
- Dave Bishop : saxophone baryton ;
- Andy Mackintosh et Chris Daves : saxophone alto.

## Classement
| Classement (2007)             | Meilleure place |
| ----------------------------- | --------------- |
| Allemagne (Media Control AG)  | 2               |
| Australie (ARIA)              | 56              |
| Autriche (Ö3 Austria Top 40)  | 3               |
| Belgique (Flandre Ultratop)   | 6               |
| Belgique (Wallonie Ultratop)  | 12              |
| Danemark (Tracklisten)        | 24              |
| Écosse (OCC)                  | 13              |
| Espagne (Promusicae)          | 10              |
| France (SNEP)                 | 15              |
| Grèce (IFPI)                  | 1               |
| Italie (FIMI)                 | 3               |
| Pays-Bas (Mega Album Top 100) | 18              |
| Portugal (AFP)                | 8               |
| Royaume-Uni (UK Albums Chart) | 4               |
| Tchéquie (IFPI)               | 79              |
| Suisse (Schweizer Hitparade)  | 8               |

## Certifications
| Région                                                                                                 | Certification | Ventes/Streams |
| --- | ------------- | -------------- |
| Brésil (ABPD)                                                                                          | Diamant       | 250 000*       |
| Allemagne (BM)                                                                                         | 3 × Or        | 450 000^       |
| Danemark (IFPI)                                                                                        | Platine       | 90 000^        |
| Italie (FIMI)                                                                                          | 2 × Platine   | 100 000*       |
| Espagne (PME)                                                                                          | Or            | 25 000^        |
| Suisse (IFPI)                                                                                          | Platine       | 30 000x        |
| Royaume-Uni (BPI)                                                                                      | 2 × Platine   | 300 000^       |
| États-Unis (RIAA)                                                                                      | Platine       | 1 000 000^     |
| *Ventes selon la certification ^Mise en rayon selon la certification xNon précisé par la certification |               |                |